# Pithecia vanzolinii
Pithecia vanzolinii és una espècie de primat del grup dels micos del Nou Món. És endèmic de l'oest del Brasil. L'espècie, descrita originalment com a Pithecia irrorata vanzolinii, fou anomenada en honor del zoòleg i compositor brasiler Paulo Vanzolini. El 2014 fou elevada a la categoria d'espècie. L'agost del 2017 se n'observà un exemplar viu per primera vegada en 61 anys.